# Крылья урагана (фильм)
«Крылья урагана» (англ. Hurricane, пол. 303. Bitwa o Anglię) — польско-британский военный фильм 2018 года шотландского режиссёра Дэвида Блэра, повествующий об участии польских военных лётчиков в битве за Британию (1940) в ходе Второй мировой войны в составе 303-й эскадрильи. Главные роли исполнили Иван Реон, Майло Гибсон, Стефани Мартини, Марчин Дорочиньский и Криштоф Хадек.
Примечательно, что в тот же год на польские экраны вышел другой фильм о 303-й эскадрилье — «Эскадрилья 303. Подлинная история».

## Сюжет
События фильма разворачиваются в 1940 году, на втором году Второй мировой войны. Группа польских военных лётчиков, бежавших из страны после поражения Польши в ходе сентябрьской кампании вермахта, присоединяются к Королевским военно-воздушным силам Великобритании. Вскоре им всем предстоит принять участие в битве за Британию.

## В ролях
| Актёр               | Роль                                                     |
| ------------------- | -------------------------------------------------------- |
| Иван Реон           | Ян Зумбах                                                |
| Майло Гибсон        | канадский лётчик, лейтенант Джон Кент                    |
| Стефани Мартини     | Филлис Ламберт                                           |
| Марчин Дорочиньский | Витольд «Кобра» Урбанович                                |
| Криштоф Хадек       | чешский лётчик, сержант ВВС Йозеф Франтишек              |
| Николас Фаррелл     | главный маршал авиации сэр Хью Даудинг                   |
| Филип Плавяк        | польский лётчик, офицер Мирослав «Окс» Ферич             |
| Сэм Хоар            | лидер эскадрильи Рональд Густав Келлет                   |
| Радослав Каим       | польский лётчик, капитан Здислав «Король» Краснодембский |

## Производство
Съёмки проходили в конце 2017 — начале 2018-го на побережье графства Кент и в окрестностях города Бродстейрс. В ходе съёмок создатели фильма консультировались с ветеранами 303-й эскадрильи и авиационными экспертами.

## Историческая достоверность
Фильм основан на реальных событиях, однако несмотря на то, что создатели старались придерживаться исторических фактов, в угоду драме сюжет часто уводят в сторону художественного вымысла.

## Отзывы
На сайте Rotten Tomatoes фильм имеет рейтинг «свежести» 86%, основанный на отзывах семи критиков, со средней оценкой 5,8 из 10.
Рецензент газеты The Guardian дал фильму оценку 3/5, в заключении написав, что «недостаток бюджета, по крайней мере по сравнению с «Дюнкерком», бросается в глаза в сценах воздушных боёв, а саундтрек слишком сентиментальный и назойливый, тем не менее режиссёр Дэвид Блэр справляется со всем этим с вполне смотрибельной компетентностью».